# Zamia ulei
Zamia ulei là một loài thực vật thuộc họ Zamiaceae. Loài này có ở Brasil, Colombia, Ecuador, và Peru.